# Say Anything...
Say Anything... (Un gran amor en España, Digan lo que quieran en Hispanoamérica) es una película romántica de 1989 escrita y dirigida por Cameron Crowe (en el que fue su debut direccional). En 2002, Entertainment Weekly clasificó a Say Anything... como la mejor película moderna de romance, y fue elegida en el número 11 de la lista de mejores 50 películas de instituto.

## Sinopsis
Al final de su último año de secundaria, el noble de bajo rendimiento Lloyd Dobler se enamora de la mejor estudiante, Diane Court, y planea invitarla a salir, aunque pertenecen a diferentes grupos sociales.
Los padres de Lloyd están estacionados en Alemania para la Fuerza Aérea, por lo que vive con su hermana Constance, una madre soltera, y aún no tiene planes para su futuro. Diane proviene de una educación académica protegida y vive con su cariñoso padre divorciado, Jim, propietario de la casa de retiro donde ella trabaja. Obtendrá una prestigiosa beca en Gran Bretaña a fines del verano.
Lloyd se ofrece a llevar a Diane a su fiesta de graduación. Ella acepta, para sorpresa de todos. Su próxima "cita" es una cena en casa de Diane, donde Lloyd no logra impresionar al padre de Diane, y hacienda le informa a Jim que está bajo escrutinio.
Diane le presenta a Lloyd a los residentes de la casa de retiro y él le enseña a conducir su regalo de graduación, un Ford Tempo de Transmisión manual. Se acercan más y se vuelven íntimos, para preocupación de su padre. El amigo músico de Lloyd, Corey, que nunca ha superado a su exnovia infiel, Joe, le advierte que cuide de Diane.
Jim insta a Diane a romper con Lloyd, sintiendo que no es una pareja adecuada, y sugiere que le dé a Lloyd un bolígrafo como regalo de despedida. Preocupada por su padre, Diane le dice a Lloyd que quiere dejar de verlo y concentrarse en sus estudios, y le da la pluma. Devastado, busca el consejo de Corey, quien le dice que "sea un hombre". Jim descubre que el IRS cortó su crédito, cuando sus tarjetas de crédito son rechazadas a medida que avanza la investigación.
Al amanecer, Lloyd reproduce in your eyes de Peter Gabriel, que estaba sonando cuando se volvieron íntimos, en un boombox, parado debajo de la ventana abierta de su dormitorio. Al día siguiente, Diane se reúne con el investigador del IRS, quien dice que tiene pruebas que incriminan a Jim con malversación de fondos de los residentes de su casa de retiro. Él sugiere que ella acepte la beca ya que los asuntos con su padre empeorarán.
Cuando Diane confronta a Jim sobre el dinero escondido en casa, Jim le dice que lo tomó para darle independencia financiera. Se siente justificado al hacerlo, ya que los cuidó mejor que a sus familias. Angustiada, se reconcilia con Lloyd en su gimnasio de kick-boxing.
En el verano, Jim está encarcelado con una sentencia de 9 meses. Lloyd lo visita en la prisión y le dice que se va con Diane a Gran Bretaña; Jim reacciona con ira. Lloyd le entrega una carta de Diane, pero ella llega para despedirse y se abrazan. Ella le da el bolígrafo que le dio a Lloyd y le pide que le escriba a ella en Gran Bretaña. Lloyd consuela a Diane, que tiene miedo a volar, en su vuelo.

## Elenco
- John Cusack como Lloyd Dobler.
- Ione Skye como Diane Court.
- John Mahoney como Jim Court.
- Lili Taylor como Corey Flood.
- Polly Platt como Mrs. Flood
- Bebe Neuwirth como Mrs. Evans
- Jeremy Piven como Mark.
- Eric Stoltz como Vahlere.
- Jason Gould como Mike Cameron.
- Philip Baker Hall como el jefe de Impuestos Internos.
- Lois Chiles como madre de Diane.
- Joan Cusack como Constance Dobler.
- Dan Castellaneta como Profesor de Diane.